# قائمة شواطئ البحرين

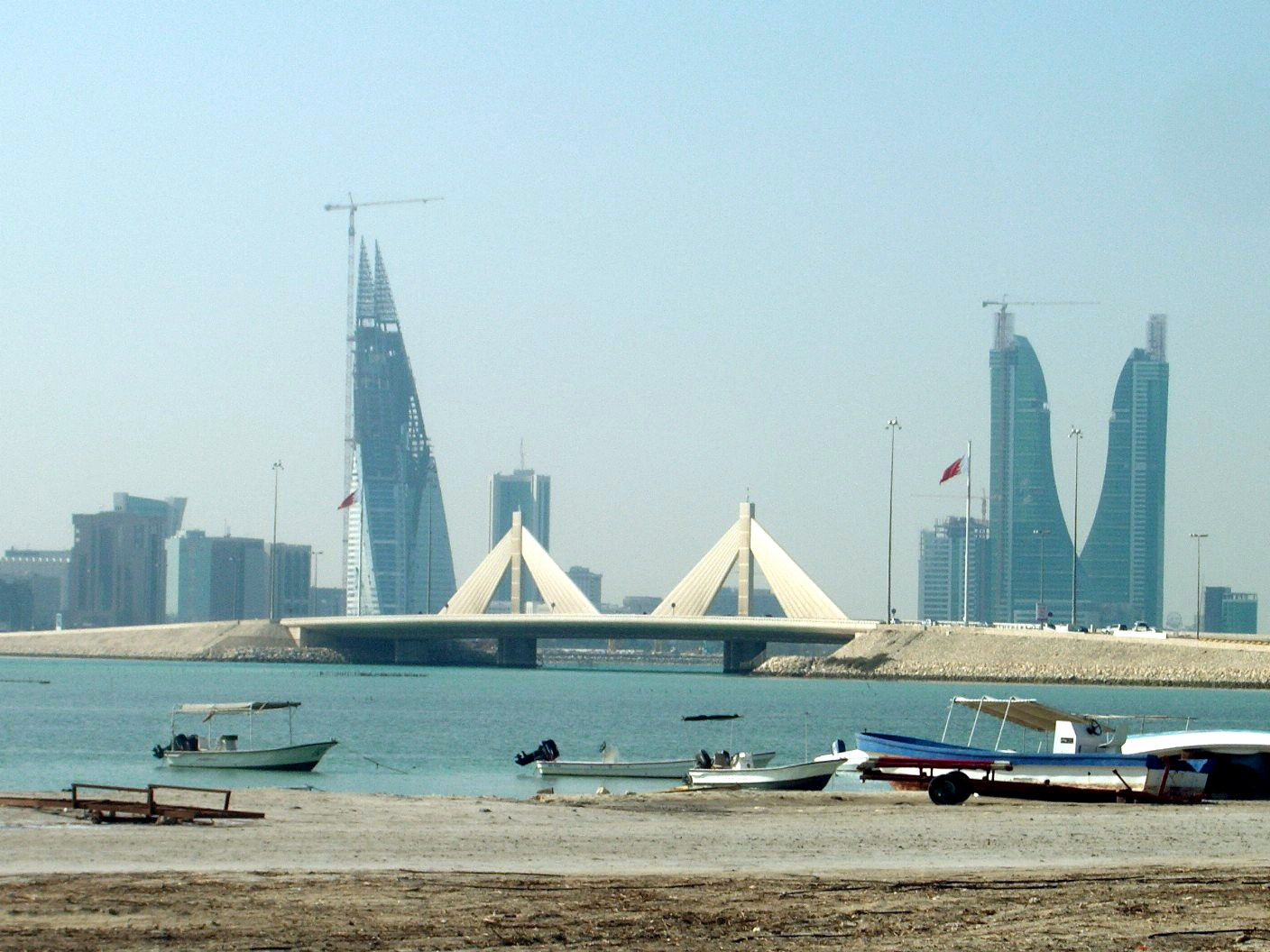
شواطيء المنامة

هذه هي قائمة الشواطئ في مملكة البحرين. البحرين عبارة عن جزيرة وتبلغ مسافة السواحل 125 كيلومتر منها 14% عامة و86% خاصة.
البحرين تعتبر وجهة شعبية لدى السياح في دول مجلس التعاون لدول الخليج العربية.

## محافظة العاصمة
- كورنيش الملك فيصل.[3]
- النادي البحري.[4]
- ساحل سترة بالقرب من سترة لاغون.[5]

## المحافظة الجنوبية
- ساحل بابكو.[6]
- ساحل ألبا.[7]
- ساحل كرباباد.[8]
- ساحل السنابس.[9]
- بلاج الجزائر، الزلاق.[10]
- ساحل جزر حوار.

## المحافظة الشمالية
- ساحل البديع.[11]
- ساحل أبو صبح.[12]

## محافظة المحرق
- ساحل البسيتين.[13]
- ساحل الحوض الجاف، الحد.[14]